# Wielkopolski Inspektorat Okręgowy Straży Celnej
Wielkopolski Inspektorat Okręgowy Straży Celnej – jednostka organizacyjna Straży Celnej pełniąca służbę ochronną na granicy polsko-niemieckiej w latach 1927–1928.

## Formowanie i służba graniczna
W lipcu 1927 roku przeprowadzono reorganizację Straży Celnej. Zniesiono instytucje starszych inspektorów Straży Celnej, istniejące przy dyrekcjach ceł i a powołano w ich miejsce inspektoraty okręgowe Straży Celnej. Wielkopolski Inspektorat Okręgowy Straży Celnej obejmował granicę od styku z inspektoratem pomorskim  w rejonie Dorotowa i Stebionek i dalej na południe do styku z inspektoratem śląskim leżącym w rejonie miejscowości Siemianowice i Chróścin. Długość odcinka wynosiła 627 km.
Rozporządzeniem Prezydenta Rzeczypospolitej Polskiej Ignacego Mościckiego z 22 marca 1928 roku, do ochrony północnej, zachodniej i południowej granicy państwa, a w szczególności do ich ochrony celnej, powoływano z dniem 2 kwietnia 1928 roku  Straż Graniczną. Wielkopolski Inspektorat Okręgowy Straży Celnej przeorganizowany został na Wielkopolski Inspektorat Okręgowy Straży Granicznej.

## Funkcjonariusze inspektoratu
W skład inspektoratu okręgowego etatowo wchodziło osiem osób, w tym czterech oficerów. Był to jeden starszy inspektor, dwóch starszych komisarzy, jeden komisarz, jeden starszy przodownik, jeden  przodownik i dwóch strażników:
- kierownik inspektoratu – komisarz Metody Kalinowski
- adiutant – komisarz Bronisław Popiel
- oficer wywiadu – komisarz Marian Leichtrieda
- kwatermistrz – komisarz (kpt. piech. rez.) Stanisław Szymiczek[4]

## Struktura organizacyjna
Organizacja inspektoratu w 1927 roku :
- komenda – Poznań
  - Inspektorat Graniczny Straży Celnej „Chodzież”
  - Inspektorat Graniczny Straży Celnej „Leszno”
  - Inspektorat Graniczny Straży Celnej „Międzychód”